# Frank Boya
Frank Thierry Boya (* 1. Juli 1996 in Douala) ist ein kamerunischer Fußballspieler.

## Karriere

### Verein
Boya begann seine professionelle Spielerlaufbahn beim kamerunischen Erstligisten Apejes FC de Mfou aus Yaoundé. Zur Winterpause der Spielzeit 2016/17 wechselte er zum deutschen Zweitligisten TSV 1860 München, wo er einen Vertrag bis 2018 erhielt. Dieser war nach dem Abstieg und dem Nichterhalt der Lizenz für die 3. Liga nicht mehr gültig, sodass Boya den Verein nach einem halben Jahr ohne Einsatz wieder verließ. Ende August 2017 fand er mit dem belgischen Erstdivisionär Royal Excelsior Mouscron einen neuen Verein.
Ende Juni 2020 wechselte er zum Ligakonkurrenten Royal Antwerpen und unterschrieb dort einen Vertrag mit einer Laufzeit von zwei Jahren mit der Option der Verlängerung um weitere zwei Jahre. In der Saison 2020/21 bestritt er 12 von 40 möglichen Ligaspielen für Antwerpen, ein Pokalspiel und fünf Spiele in der Europa League. In der nächsten Saison wurde er nur im ersten Spiel eingesetzt.
Ende August 2020 wurde kurz vor Ende des Transferfensters eine Ausleihe zum Ligakonkurrenten SV Zulte Waregem mit anschließender Kaufoption vereinbart. Boya bestritt 17 von 34 möglichen Ligaspielen sowie ein Pokalspiel für Waregem; die Kaufoption wurde nicht ausgeübt.
Ende Juni 2022 wurde Boya erneut ausgeliehen: in der Saison 2022/23 spielt er wiederum für einen Ligakonkurrenten, diesmal für VV St. Truiden. Für St. Truiden bestritt er 31 von 32 möglichen Ligaspielen, in den er ein Tor schoss, sowie drei Pokalspiele. Für die Spiele gegen Royal Antwerpen war er infolge der Ausleihe mangels Vereinbarung nicht spielberechtigt.
In der Saison 2023/24 gehörte er zunächst wieder zum Kader von Antwerpen, bestritt aber kein weiteres Spiel für den Verein. Anfang September 2023 wechselte er zum französischen Zweitligisten SC Amiens, bei dem er einen Vertrag mit einer Laufzeit bis zum Ende der Saison 2025/26 unterschrieb.

### Nationalmannschaft
Boya gehörte 2016 und 2017 der Nationalmannschaft Kameruns an und gehörte auch zum Kader, der die Afrikameisterschaft 2017 gewann. Selbst wurde er dabei nicht eingesetzt.